# 1995–1996-os négysánc-verseny
A 1995–1996-os négysánc-verseny, az 1995–1996-os síugró-világkupa részeként került megrendezésre, melyet hagyományosan Oberstdorfban, Garmisch-Partenkirchenben (Németország), valamint Innsbruckban és Bischofshofenben (Ausztria) tartottak 1995. december 30. és 1996. január 6. között.
A torna győztese a német Jens Weißflog lett, megelőzve a finn Ari-Pekka Nikkolát és az osztrák Reinhard Schwarzenbergert.

## Eredmények
| Dátum              | Helyszín               | Sánc                             | Győztes                  | Második        | Harmadik          |
| ------------------ | ---------------------- | -------------------------------- | ------------------------ | -------------- | ----------------- |
| 1995. december 30. | Oberstdorf             | Schattenbergschanze K-115        | Mika Laitinen            | Jens Weißflog  | Harada Maszahiko  |
| 1996. január 1.    | Garmisch-Partenkirchen | Große Olympiaschanze K-115       | Reinhard Schwarzenberger | Espen Bredesen | Jens Weißflog     |
| 1996. január 4.    | Innsbruck              | Bergiselschanze K-110            | Andreas Goldberger       | Jens Weißflog  | Szaitó Hiroja     |
| 1996. január 6.    | Bischofshofen          | Paul-Ausserleitner-Schanze K-120 | Jens Weißflog            | Espen Bredesen | Ari-Pekka Nikkola |

## Végeredmény
Összetett végeredmény
| Helyezés | Név                      | Pontok |
| -------- | ------------------------ | ------ |
| 1        | Jens Weißflog            | 952.3  |
| 2        | Ari-Pekka Nikkola        | 909.7  |
| 3        | Reinhard Schwarzenberger | 882.1  |
| 4        | Szaitó Hiroja            | 881.9  |
| 5        | Christof Duffner         | 872.9  |
| 6        | Janne Ahonen             | 869.1  |
| 7        | Andreas Goldberger       | 859.6  |
| 8        | Nishikata Jinya          | 845.2  |
| 9        | Jani Soininen            | 841.1  |
| 10       | Kaszai Noriaki           | 838.9  |